# Aghet – Ein Völkermord
Aghet – Ein Völkermord (Aghet - een volkerenmoord) is de naam van een documentaire van de regisseur Eric Friedler over de Armeense Genocide. De documentaire werd door Katharina en Markus Trebitsch, kinderen van de Duits-Hongaarse filmproducent Gyula Trebitsch, voor de Norddeutscher Rundfunk (NDR) geproduceerd.  
Aghet betekent in het Armeens catastrofe, een verwijzing naar de geplande moord op een groot deel van de Armeense bevolking in het Ottomaanse Rijk in de jaren 1915-1917. 

## Inhoud
De documentaire reconstrueert aan de hand van talrijke historische bronnen de gebeurtenissen. Gedocumenteerde verklaringen van vooraanstaande vertegenwoordigers van het Ottomaanse Rijk, van neutrale Amerikaanse diplomaten en de berichtgeving van Duitse militairen en diplomaten worden voorgedragen en afgewisseld met de vertoning van originele documenten uit die tijd. De documentaire laat niet onvermeld dat er ook Turkse bestuurders en politieagenten waren, die zich verzetten tegen de orders van hogerhand. De documentaire wil hiermee bewijzen dat de Jong-Turkse regering de uitroeiing van de Armeniërs als volk beoogde. Ook berichten van journalisten, hulpverleners, verplegend personen en missieposten getuigen van de gebeurtenissen.
Aan de orde komt ook de houding van Westerse regeringen, die vanwege economische en militaire belangen de goede betrekkingen met Turkije niet willen schaden. Onder druk van Turkije, die dreigde de Amerikaanse vliegbasis Incirlik te sluiten en de grens van Irak te overschrijden om daar de Koerden te vervolgen, wist Turkije volgens de documentaire bijvoorbeeld de Verenigde Staten te weerhouden om de genocideresolutie te behandelen. De documentaire laat  Barack Obama zien, die als senator het woord genocide in de mond nam en de regering-Bush slapheid jegens Turkije verweet. "De Armeense genocide is geen beschuldiging, een persoonlijke mening, of een standpunt, maar een gedocumenteerd feit ondersteund door een overweldigende hoeveelheid historisch bewijs", aldus Obama in 2007. Als president realiseerde Obama zich echter dat Turkije voor Amerika in militair opzicht een waardevollere bondgenoot is dan Armenië en bij zijn speech in het Turkse parlement zweeg hij over de kwestie.    
De film eindigt met de verklaring dat de huidige Turken geen persoonlijke verantwoordelijkheid voor die gebeurtenissen dragen. Het gaat de makers van de documentaire er om de toenmalige feiten te erkennen, om daarmee een toekomstige herhaling van de gebeurtenissen in een andere context te voorkomen.

## Reacties
De Turkse gemeenschap in Duitsland tekende per brief protest aan bij de ARD. Daarentegen liet het dagblad Die Volksstimme zich lovend uit over de documentaire, die overigens tevens de rol van het Duitse Keizerrijk als bondgenood van het Ottomaanse Rijk niet onderbelicht laat. De toenmalige voorzitter van de ARD, Peter Boudgoust, gaf in een reactie op de kritiek van Turkse organisaties te kennen dat deze kritiek door lang niet alle Turken gedeeld werd, zoals de demonstratie van meer dan 200.000 deelnemers na de moord op de Turks-Armeense journalist Hrant Dink in 2007 aantoonde. 

## Onderscheidingen
- 2010 - Deutscher Fernsehpreis (Beste Duitse documentaire)[2]
- 2010 - Armin T. Wegner Humanitarian Award[3]
- 2011 - Grimme-Preis[4]
- 2011 - World Gold Medal New York Film Festival (Beste documentaire)[5]